# Banatski Despotovac, Banatul Central
Banatski Despotovac (maghiară Ernőháza, germană Ernesthausen, română Ernahaz) este o localitate în Districtul Banatul Central, Voivodina, Serbia.